# Cristy Lane
Cristy Lane, pseudonimo di Eleanor Johnston (Peoria, 8 gennaio 1940), è una cantante statunitense.
Cristy Lane ha vinto un CMA Award nel 1979 come miglior nuova artista femminile, mentre nel 2011 è stata introdotta nella Hall of Fame della Veterans of Foreign Wars di San Antonio.

## Discografia

### Album in studio
- 1978 – Cristy Lane Is the Name
- 1979 – Love Lies
- 1979 – Simple Little Words
- 1980 – Ask Me to Dance
- 1981 – One Day at a Time
- 1981 – I Have a Dream
- 1981 – Fragile-Handle with Care
- 1982 – Here's to Us
- 1983 – Footprints in the Sand
- 1983 – Christmas with Cristy
- 1985 – Harbor Lights
- 1986 – Cristy Lane Salutes the GIs of Vietnam
- 1987 – Christmas Gold
- 1987 – Golden Hymns of Christmas
- 1987 – White Christmas
- 1997 – Christmas
- 2007 – 27 Christmas Classics
- 2011 – 17 Christmas Classics

### Raccolte
- 1982 – Amazing Grace
- 1986 – Cristy Lane at Her Best
- 1986 – Under His Wings
- 1989 – Cristy Lane at Her Best
- 1989 – One Day at a Time: Uplifting Songs of Faith and Inspiration
- 1990 – Cristy Lane's Greatest Hits Vol. 1
- 1990 – Footprints
- 1991 – Country Classics
- 1991 – Amazing Grace Vol. 2
- 1992 – My Best to You
- 1992 – I Believe
- 1993 – 20 Greatest Hits
- 1994 – How Great Thou Art
- 1994 – You Light Up My Life
- 1994 – Cristy Lane
- 2003 – Footprints in the Sand Vol. 1 & 2
- 2003 – One Day at a Time Vol. 1 & 2: 22 All-Time Favorites
- 2004 – I Believe in Angels
- 2004 – 14 Golden Hymns
- 2004 – 23 Millennium Classics
- 2005 – Greatest Hits Vol. 1-2
- 2007 – Country Classics
- 2008 – Golden Classics

### Singoli
- 1966 – Janie Took My Place
- 1967 – Let's Pretend
- 1969 – Promise Me Anything
- 1976 – Midnight Blue
- 1976 – By the Way
- 1977 – Tryin' to Forget About You
- 1977 – Sweet Deceiver
- 1977 – Let Me Down Easy
- 1977 – Shake Me I Rattle
- 1978 – I'm Gonna Love You Anyway
- 1978 – Penny Arcade
- 1978 – I Just Can't Stay Married to You
- 1979 – Simple Little Words
- 1979 – Slippin' Up, Slippin Around
- 1979 – Come to My Love
- 1980 – One Day at a Time
- 1980 – Sweet Sexy Eyes
- 1980 – I Have a Dream
- 1981 – Love to Love You
- 1981 – Cheatin' Is Still on My Mind
- 1981 – Lies on Your Lips
- 1982 – Fragile-Handle with Care
- 1982 – The Good Old Days
- 1983 – I've Come Back (To Say I Love You One More Time)
- 1983 – Footprints in the Sand
- 1984 – Midnight Blue
- 1987 – I Wanna Wake Up with You / He's Got the Whole World in His Hands